# Johann Ludwig Hannemann
Johann Ludwig Hannemann (* 25. Oktober 1640 in Amsterdam; † 25. Oktober 1724 in Kiel)  war ein deutscher Arzt und Professor in Kiel.
Hannemann praktizierte in Friedrichstadt (ab 1668), Stade (ab 1670) und Buxtehude (ab 1673), bevor er 1675 Professor für Medizin an der Universität Kiel wurde. Er promovierte erst, als er schon Professor war. Dort sorgte er für eine konservative Orientierung an Galen, Aristoteles und Hippokrates von Kos  und  bekämpfte die neuere Lehre des Blutkreislaufs von William Harvey, wobei ihm Thomas Bartholin entgegentrat.
Er hatte zuerst Theologie studiert und schrieb auch über Chemie und Alchemie (unter dem Pseudonym Cato Chemicus), Botanik und Theologie. Am 3. März 1680 wurde Johann Ludwig Hannemann mit dem Beinamen Nestor II. als Mitglied (Matrikel-Nr. 90) in die Leopoldina aufgenommen.
Er war nach der Enzyklopädie von Johann Samuel Ersch der Erste, der Zinnober als Arznei ablehnte. Im Übrigen werden seine Schriften dort als schlecht und weitschweifig geschrieben eingestuft, die man nur mit größter Geduld durchlesen könne.
Seine Bibliothek ist Teil der Universitätsbibliothek Kiel.